# Paulo Isidoro de Jesus
Paulo Isidoro de Jesus (Matozinhos, 3 augustus 1953) is een voormalig Braziliaanse voetballer.

## Biografie
Isidoro begon in 1969 bij de jeugd van Atlético Mineiro. In 1974 werd hij uitgeleend aan Nacional en werd hier staatskampioen mee. In 1975 kreeg hij van coach Telê Santana een kans in het eerste elftal van Mineiro. Hij vormde een goed duo met Reinaldo. Met de club werd hij drie keer staatskampioen en in 1977 ook Braziliaans vicekampioen. In 1980 ging hij naar Grêmio en werd een jaar later landskampioen met de club. Hij scoorde in de finale tegen São Paulo FC twee doelpunten. Dat jaar won hij ook de gouden bal voor beste speler in de Braziliaanse competitie. In 1983 ging hij voor Santos spelen en won er in 1984 de staatstitel mee. 
Isidoro speelde tussen 1977 en 1983 voor het nationale elftal en speelde onder andere op het WK 1982 waar hij steevast inviel voor Serginho. 